# Champagne-au-Mont-d'Or
Champagne-au-Mont-d'Or és un municipi francès situat a la metròpoli de Lió, a la regió d'Alvèrnia Roine-Alps.